# Lahaina
Lahaina és una concentració de població designada pel cens dels Estats Units a l'estat de Hawaii. Segons el cens del 2000 tenia 9.118 habitants.

## Demografia
Segons el cens del 2000, Lahaina tenia 9.118 habitants, 2.599 habitatges, i 1.760 famílies La densitat de població era de 611,86 habitants per km².
Dels 2.599 habitatges en un 27,6% hi vivien nens de menys de 18 anys, en un 47,9% hi vivien parelles casades, en un 12,5% dones solteres, i en un 32,3% no eren unitats familiars. En el 18,9% dels habitatges hi vivien persones soles el 7,2% de les quals corresponia a persones de 65 anys o més que vivien soles. El nombre mitjà de persones vivint en cada habitatge era de 3,50 i el nombre mitjà de persones que vivien en cada família era de 3,91.
Per edats la població es repartia de la següent manera: un 22,8% tenia menys de 18 anys, un 8,7% entre 18 i 24, un 33,3% entre 25 i 44, un 23,3% de 45 a 64 i un 11,9% 65 anys o més.
L'edat mediana era de 36,0 anys. Per cada 100 dones hi havia 108,17 homes. Per cada 100 dones de 18 o més anys hi havia 110,12 homes.
La renda mediana per habitatge era de 52.984 $ i la renda mediana per família de 54.879 $. Els homes tenien una renda mediana de 29.583 $ mentre que les dones 25.392 $. La renda per capita de la població era de 19.921 $. Aproximadament el 6,8% de les famílies i el 7,8% de la població estaven per davall del llindar de pobresa.

## Poblacions més properes
El següent diagrama mostra les poblacions més properes.